# ویاچسلاو کورنوی
ویاچسلاو کورنوی (روسی: Вячеслав Григорьевич Куренной؛ ۱۰ دسامبر ۱۹۳۲ – ۲۳ دسامبر ۱۹۹۲) بازیکن واترپلو اهل اتحاد جماهیر شوروی سوسیالیستی بود.